# Bronce de Agón
Se denomina bronce de Agón, bronce de Gañarul o lex rivi hiberiensis (ley del canal del Ebro) a una antigua inscripción en bronce encontrada en el término del antiguo despoblado de Gañarul (hoy en día parte del termino municipal de Agón, España).

## Descubrimiento
El bronce, descubierto en Gañarul en 1992 por Javier Pellicer, fue depositado en el Museo de Zaragoza por mediación del responsable de arqueología del Centro de Estudios Borjanos, Isidro Aguilera. En 1999 el historiador Francisco Beltrán Lloris comenzó a publicar sobre la inscripción, lo que culminaría en un artículo de 2006 que dio comienzo a una serie de trabajos académicos sobre el texto dados los detalles que aporta sobre las comunidades rurales romanas y sus instituciones de autogobierno. En la actualidad el bronce se preserva en dicho Museo de Zaragoza, con réplicas donadas al museo arqueológico de Borja y al consistorio de Agón.

## El bronce
El bronce está dividido en once fragmentos supervivientes, probablemente tras haber sido partido en el siglo V para fundirlo y reaprovechar el material. Aproximadamente un tercio de la inscripción se ha perdido aunque los fragmentos preservados permiten reconstruir la mayoría del texto.

## Contenido
El texto describe el reparto de riegos durante el reinado del emperador Adriano de un canal del Ebro entre tres pagus o comunidades rurales: el Pagi Gallorum (Gallur), el Pagi Belsinonensis (identificado con el yacimiento de época romana de El Convento en el actual término municipal de Mallén) y el Pagi Segardinensis (de identificación debatida, proponiéndose un emplazamiento en el actual término municipal de Cascante). Los pagus eran poblados por grupos étnicamente distintos, con vascones, celtíberos y colonos romanos entre los usuarios del mismo canal. No se conoce con precisión el canal compartido por esas comunidades, si bien constan varias infraestructuras de riego romanas en ese tramo del Ebro y se ha especulado con que la ruta sería similar al actual canal de Lodosa.
La zona suponía la frontera entre las administraciones municipales de Caesar Augusta y Cascantum, entre las que se repartían los pagus en cuestión, con el Pagi Gallorum y el Pagi Segardinensis perteneciendo a Caesar Augusta mientras que el Pagi Belsinonensis estaba bajo la jurisdicción de Cascantum. Se cree que esto podría haber motivado la necesidad de dejar bajo autoridad provincial y por escrito en un material como el bronce las condiciones de uso del riego en vez de dejar estos temas al gobierno municipal al que se supeditaban habitualmente los pagus. Tras las menciones iniciales, el texto posteriormente agrupa al pagi segardensisis bajo el pagi gallorum, probablemente por ser este el más numeroso del tramo caesaraugustano del sistema de riegos.
El bronce es considerado el documento más antiguo de una comunidad de regantes en España, pues no solo asigna riegos sino que también incluye obligaciones de mantenimiento del canal común, multas por incumplimiento y ordenaciones para el gobierno del conjunto de regantes. Un hecho notable de las regulaciones conservadas es la mención al cobro de deudas y multas impagadas, incluyéndose embargos y subastas de los bienes embargados en una muestra de una economía sofisticada. Beltrán Lloris ha propuesto que la comunidad de los tres pagos tendría un tesoro común en un emplazamiento a mitad de camino entre ellos, con encargados de la recaudación de las contribuciones de los pagus si bien existe un debate académico sobre si estos serían funcionarios imperiales o publicanos privados. El texto también menciona curatores o responsables técnicos y administrativos. Pese a la existencias de estas figuras, la inscripción también hace referencia a una asamblea o consejo de la comunidad.
Algunos autores señalan sin embargo que no debe entenderse sólo como un mero estatuto de regantes sino como la intervención del gobierno provincial (probablemente a través del legado Fundano Augustano Alpino) a la que habían recurrido las autoridades de uno de los pagus. La iniciativa sería de los paganos dependientes de Caesar Augusta, que se encontraban aguas abajo y dependientes para su agricultura del buen comportamiento de sus vecinos aguas arriba. La codificación podría haber sido también motivada por el fracaso de estatutos de gobierno previos más simples y notablemente el texto remite a su vez a usos y costumbres previos. Sin embargo, su uso del derecho romano (notablemente de la regulación del derecho de asociación usado en Italia) hace considerar a algunos autores que el texto debió ser redactado por la cancillería del gobierno.